# Mlékosrby
Mlékosrby (en allemand : Mlikosirb) est une commune du district de Hradec Králové, dans la région de Hradec Králové, en République tchèque. Sa population s'élevait à 228 habitants en 2022.

## Géographie
Mlékosrby se trouve à 6 km au sud-sud-ouest de Nový Bydžov, à 24 km à l'ouest de Hradec Králové et à 77 km à l'est-nord-est de Prague.
La commune est limitée par Zachrašťany et Měník au nord, par Kosice à l'est et au sud-est, par Písek et Nové Město au sud, et par Nepolisy à l'ouest.

## Histoire
La première mention écrite de la localité date de 1343.

## Galerie

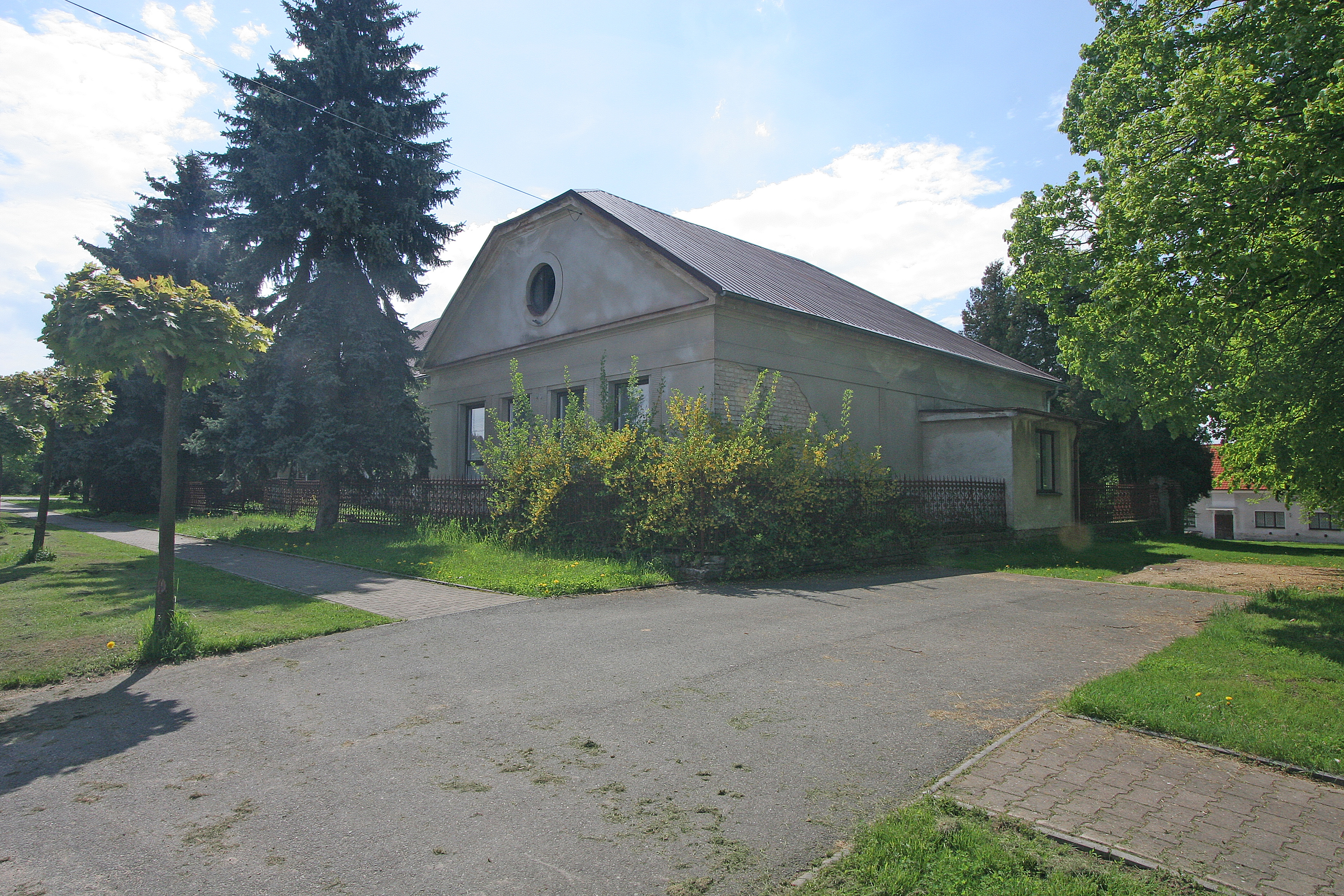
Mlékosrby : la mairie.
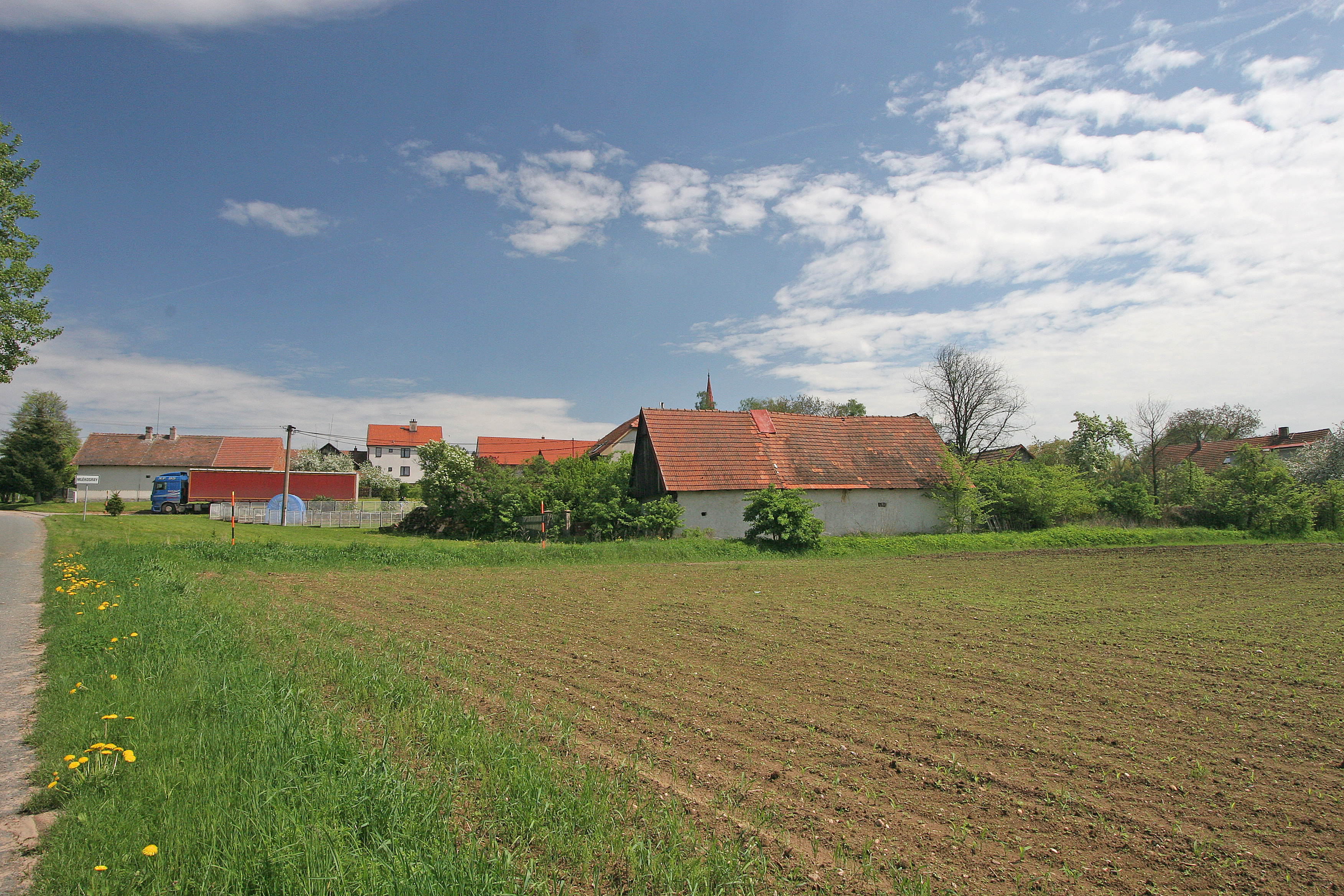
Vue de Mlékosrby.

## Transports
Par la route, Mlékosrby se trouve à 7,4 km de Chlumec nad Cidlinou, à 30 km de Hradec Králové et à 93 km de Prague. 